# Robecco sul Naviglio
Robecco sul Naviglio (Rubécc o Rubécc sül Nivìrij en el dialecto milanés local) es una localidad y comune italiana de la provincia de Milán, región de Lombardía, con 6.842 habitantes al año 2011.
La localidad de Robecco sul Navilglio se sitúa a cerca de 25 km al oeste de la capital de la provincia, a poca distancia del río Ticino y del límite de la Región del Piemonte. Limita la norte con la localidad de Magenta, al este con la localidad de Corbetta, al sur con las localidades de Cassinetta de Lugagano y Abbiategrasso y al oeste con la localidad de Cerano en la provincia de Novara.
Además de la capital de la provincia se encuentran cuatro fracciones, a saber, Casterno al oeste, Cascinazza al suroeste, Castellazzo de' Barzi al este y Carpenzago al nor-oeste. 
Uno de sus monumentos más importantes es Villa Gaia.

## Evolución demográfica
| Gráfica de evolución demográfica de Robecco sul Naviglio entre 1861 y |
|                                                                       |
| Fuente ISTAT - elaboración gráfica de Wikipedia                       |